# Myriophyllum heterophyllum
Espèce
Classification APG III (2009)

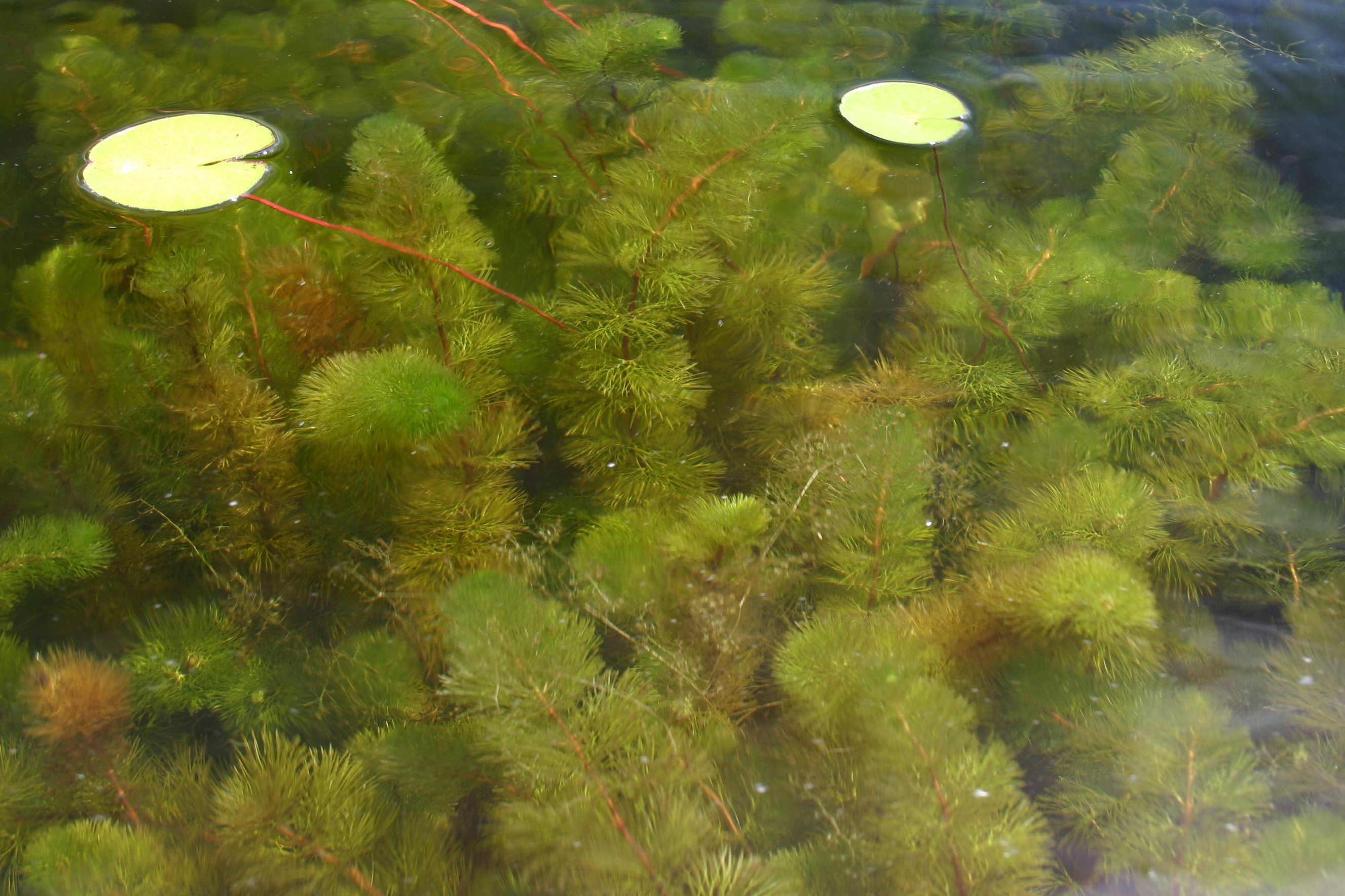
Aspect d'une population de Myriophylle héterophylle encore située sous le niveau de l'eau.

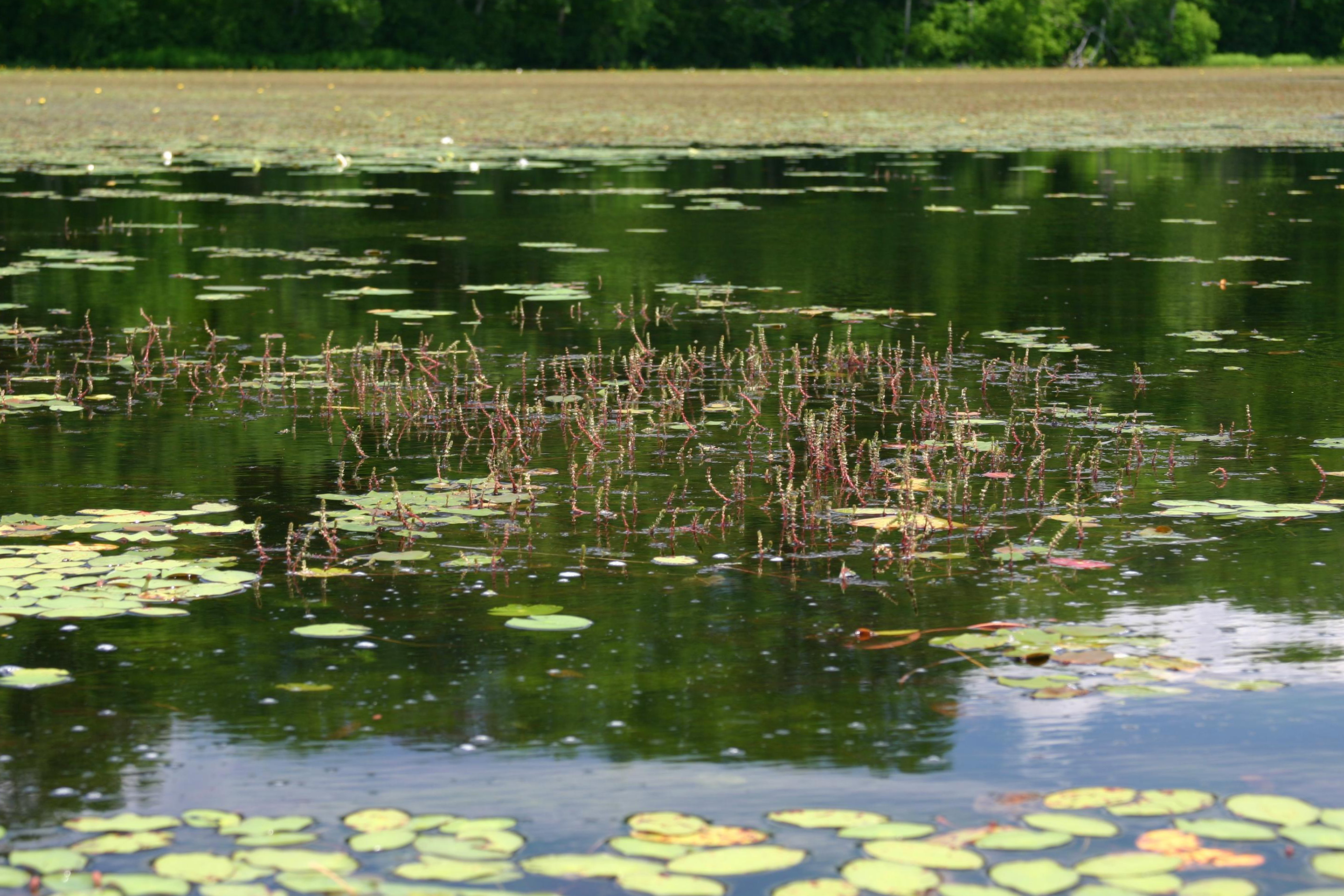
Tiges émergées du Myriophylle héterophylle, porteuses des fleurs et de feuilles très différentes pour leurs tailles et formes des feuilles immergées.

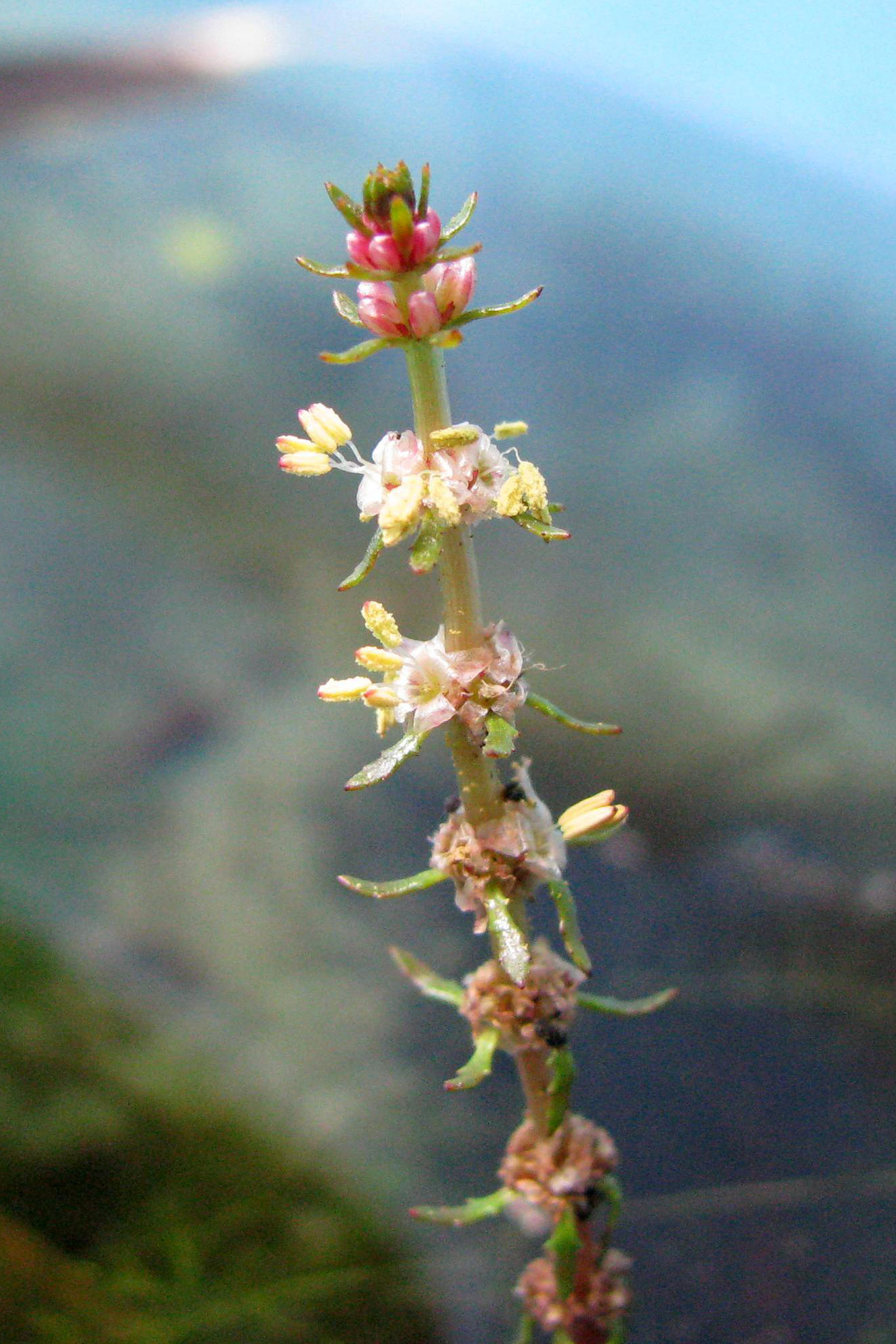
Hampe florale du Myriophylle héterophylle.

Myriophyllum heterophyllum, aussi appelé Myriophylle hétérophylle, est une espèce de plantes à fleurs de la famille des Haloragaceae. C'est une plante herbacée, vivace et amphibie originaire du sud-Est des États-Unis. Elle est récemment devenue envahissante dans certains pays où elle a été introduite (a priori accidentellement) et est maintenant considérée comme telle en France et Belgique notamment ; inscrite sur la liste d’alerte de l’OEPP en 2009 et depuis 2014 dans le règlement européen sur les espèces envahissantes. Sa dispersion peut être favorisée par la mondialisation des échanges et le transport des marchandises via les canaux (qui jouent le rôle de couloirs de dispersion).
Cette plante vit originellement dans les eaux tempérées à tièdes et stagnantes ou à courant lent, mais semble présenter une grande capacité d'adaptation favorisant son acclimatation hors de son aire naturelle de répartition ; le réchauffement climatique peut contribuer à son développement en Europe.

## Étymologie
Myriophyllum heterophyllum tire son nom du grec ancien et du latin. En effet μυριόφυλλον (myriόphyllon) vient des mots grecs μυρίος (muríos) et φύλλον (phúllon) signifiant respectivement "très nombreux" et "feuilles". "heterophyllum" vient du latin et signifie "feuilles différentes" (la plante possède 2 types de feuilles, immergées et émergées, très différentes).

## Description

### Appareil végétatif
Les tiges noueuses immergées du Myriophyllum aquaticum mesurent, en général, entre 15 et 60 cm, mais elles peuvent dépasser le mètre de long. Cependant, le diamètre des tiges reste petit : de quelques millimètres à peine. Elles supportent de nombreuses feuilles pennées (en forme de plume), verticillées (par 5 le plus souvent).
Les tiges émergées mesurent 3 à 15 cm et exceptionnellement jusqu'à 35 cm, supportant des feuilles dentées et verticillées (par 4 à 6).
Deux types de racines existent : les racines glabres et les racines aérifères.
Les feuilles sont de type pennatiséqué et verticillé. Leur couleur dépend de leur position par rapport à la surface de l'eau : les feuilles immergées sont d'un vert plus clair que les tiges et feuilles poussant verticalement hors de l'eau.
Fleurs : elles sont petites et roses, ce qui la distingue de Myriophyllum aquaticum (synonyme Myriophyllum brasiliense,).
Risques de confusion :
- autres Myriophylles,
- Cornifles (Ceratophyllum sp.)
- Selon l'Ornera, une espèce australienne très proches (aux mêmes forme et taille de bractées) est aussi cultivée comme plante ornementale en Europe : Myriophyllum simulans qui présente toutefois 8 étamines et non 4 [8].

### Appareil reproducteur

#### Fleurs
Les fleurs du Myriophyllum heterophyllum que l’on retrouvera à l’aisselle des feuilles des rameaux émergés sont toutes petites, unisexuées et solitaires. Cette plante est dioïque. On retrouvera donc des individus mâles, d’une part, et femelles, d’autre part. Les fleurs mâles et femelles présentent des morphologies différentes. Les fleurs mâles possèdent 4 sépales blancs soudés entre eux à la base, ainsi qu’une corolle à 4 pétales. Les fleurs femelles possèdent également 4 sépales blancs soudés, mais contrairement aux mâles, elles ne possèdent pas de pétales.

#### Fruits
Quatre akènes soudés entre eux forment ce que l’on appelle le fruit du Myriophyllum aquaticum, ce dernier étant alors qualifié de tétrakène. Chaque fruit mesure 0,5 mm de long sur 0,3 mm de large et contient 4 graines.

### Espèces voisines
Myriophyllum est un genre végétal comprenant 45 espèces différentes, dont les espèces principales sont:
- Myriophyllum aquaticum
- Myriophyllum verticillatum L.
- Myriophyllum spicatum L.
- Myriophyllum farwelli Morong
- Myriophyllum hippuroides Nutt. Ex Torr. & Gray
- Myriophyllum humile (Raf. Morong)
- Myriophyllum laxum (Shuttlw. ex Chapman)
- Myriophyllum pinnatum (Walt.) B.S.P.
- Myriophyllum quitense Kunth
- Myriophyllum sibiricum Komarov
- Myriophyllum tenellum Bigelow
- Myriophyllum ussuriense (Regel) Maxim

Ces différentes espèces de Myriophyllum peuvent posséder des caractéristiques proches, qui rendent leur distinction difficile. En effet, Myriophyllum heterophyllum peut facilement être confondue avec d'autres espèces (exotiques en Europe) Myriophyllum aquaticum et Myriophyllum robustum présentant également des tiges émergées.

## Biologie, écologique

### Répartition géographique
Myriophyllum heterophyllum est originaire du Sud-Est des Etats-Unis (de la Floride au centre et nord du Texas, mais avec un périmètre encore discuté) mais retrouvée aujourd’hui dans de nombreux pays à la suite de sa diffusion par le commerce international notamment dans les pays de zone tempérée.

### Hybridations
Elles existent avec des espèces proches ; ainsi a-t-on montré en 2006 que les populations envahissantes de Nouvelle Angleterre étaient presque toutes constituées d'hybrides entre Myriophyllum heterophyllum et M. pinnatum. Des hybrides avec d’autres espèces ont été observés aux États-Unis (6) qui semblent encore plus envahissants (ex : M. heterophyllum x M. laxum). L'Anses, en se basant sur des travaux belges de l'OEPP, a suggéré en 2011 d'étudier la possibilité d’une hybridation avec d'autres Myriophyllum indigènes en France.

### Habitat, niche écologique
Myriophyllum heterophyllum est une plante amphibie, c'est-à-dire pouvant se développer aussi bien immergée qu'à la surface de l’eau, avec une préférence pour les eaux bien éclairées, peu profondes, et d'une température comprise entre 20 et 25 °C (marais, lacs, petits cours d’eau, rives, etc.) et plutôt eutrophes (riches en éléments nutritifs). Elle ne semble pas dépendante d'un substrat très particulier du moment qu'il s'agisse d'un sédiment fin.
Comme certaines de ses proches parentes présentant aussi des caractéristiques de plantes envahissantes, cette espèces semble pouvoir s’accommoder de milieux dont la température, la luminosité, la minéralisation ou encore le pH ne sont pas optimales pour elle.
M. heterophyllum est adapté ou s'est adapté au climat tempéré européen ce qui lui permet de persister l'hiver même sous un plafond de glace,.

### Cycle de vie
Cette plante a un cycle de vie dioïque. Sa floraison a lieu au printemps et en été. Deux types de reproduction sont possibles pour elle : sexuée (rare) et asexuée (commune).
1. Reproduction sexuée 
La reproduction sexuée va se faire très simplement : la floraison se fait au printemps ainsi qu’en été et le pollen va être transporté exclusivement par le vent jusqu’à une autre fleur.
2. Reproduction asexuée 
La reproduction asexuée se fait par allongement et fragmentation des tiges ou du rhizome. Ce mode de reproduction est très efficace ; permettant à la plante de former des populations qui s’étendent très vite, pouvant envahir en quelques années un lac étang ou cours d'eau.

### Interactions avec d’autres organismes
Dans son habitat d’origine, Myriophyllum heterophyllum est harmonieusement intégrée dans les’ écosystème où elle se développe. Son épais feuillage de surface protège et nourrit de nombreux organismes aquatiques (poissons, invertébrés...) et parfois terrestres ou semi-aquatiques. Les tiges émergées sont des supports pour divers insectes (libellules notamment).
Elle est notamment consommée par des coléoptères de type Lysathia flavipes (Boheman), Listronotus marginicollis (Hustache) ou encore Lysathia ludoviciana (Fall.). Ces insectes se nourrissent typiquement de Myriophylle mais on ignore encore s'ils peuvent être utilisés sans risques pour une éventuelle lutte biologique contre l'espèce là où elle prolifère.

## Invasivité
En Europe, Myriophyllum heterophyllum est inscrite depuis 2017 dans la liste des espèces exotiques envahissantes préoccupantes pour l’Union européenne. Cela signifie qu'elle ne peut pas être importée, cultivée, commercialisée, plantée, ou libérée intentionnellement dans la nature, et ce nulle part dans l’Union européenne.

### Mécanisme de prolifération
Myriophyllum aquaticum se montre localement très invasive grâce à une reproduction asexuée très efficace. Elle a été introduite par l’homme dans le monde entier, dont pour décorer des bassins et aquariums ou via les eaux de ballasts et les canaux.
La tige s'allonge rapidement et se fragmente notamment en présence de moteurs à hélice ou lors d'arrachages manuels ou mécaniques. Les crues, les éclusées et parfois des oiseaux aquatiques dispersent alors ces fragments de plantes qui génèreront de nouvelles populations s'ils trouvent de bonnes conditions de vie.

### Historique de l’importation
Originaire du Sud-Est des Etats-Unis, Myriophyllum aquaticum a été introduite dans différents endroits du monde :
En Europe, l’espèce (signalée dès les années 1940 était en 2016 signalée comme envahissante ou potentiellement envahissante en Belgique, Allemagne, aux Pays-Bas, en Autriche, en Espagne et en Hongrie selon l'EPPO (2016). Depuis 2008 certaines de ces populations sont un caractère envahissant aux Pays-Bas.
En France, l'espèce a d'abord été repérée en 2011 (dans un étang du département de la Haute-Vienne en juillet 2011, dans la commune de Saint-Sylvestre à l'occasion d'une tournée de surveillance d’un agent de l’Office national de la chasse et de la faune sauvage ; il y recouvrait « au moins 50% de la surface, principalement dans la partie centrale et plus profonde mais aussi en bordure »). Puis elle fut signalée dans les Landes, le Rhône et les Pyrénées atlantiques et le Nord du pays (Somme, Nord...),. En France l'espèce pose notamment problème dans certains étangs et canaux de la vallée de la Somme (18 ha concernés en 2018).

### Conséquences de la prolifération
Comme d'autres Myriophyllum introduits, en raison d'une grande capacité de prolifération, cette espèce peut former d’épais tapis végétaux qui bloquent la pénétration de la lumière solaire (dont UV désinfectants) dans l'eau, ce qui peut altérer les propriétés physicochimiques du milieu ainsi que les microcurants qui mélangent les couches d'eau (thermiques ou salines). Les autres algues et certaines espèces planctoniques ne peuvent alors plus se développer normalement ce qui altère l’écosystème.
Des phénomènes d'obstruction de vannes, crépines de pompes ou grilles sont également possibles, de même qu'une certaine gêne à la navigation de loisir.

### Moyens de lutte
Plusieurs techniques sont proposées ou testées pour tenter de contrôler ce Myriophylle et d'autres :
- les herbicides, qui sont efficaces mais dégradent les écosystèmes. De plus la cuticule cireuse du Myriophylle aquatique est en surface assez épaisse pour imposer d'associer des agents de surface très polluants ;
- la lutte mécanique (faucardage, trait, arrachage manuel, etc. en hiver), qui n'est que momentanément efficace, pouvant même aggraver la situation en stimulant la diffusion et croissance de la plante, tout en coûtant généralement cher. Les néerlandais ont testé un système dit « Hydro-ventury » qui retire aussi les racines dans le sédiment (EPPO, 2016) ;
- la pose de bâches privant la plante de lumière (envisageable uniquement pour de faibles surfaces colonisées et important aussi d'autres espèces) ;
- la mise en assec ou une forte baisse de niveau d'eau, pouvant limiter la croissance de la plante (EPPO, 2016) ;
- un biocontrôle fongique a été suggéré, avec le champignon Pythium carolinianum comme candidat-agent de contrôle biologique, mais il ne fait que ralentir la croissance de la plante et pourrait affecter d'autres espèces.

Dans tous les cas, la périphérie du chantier doit être garnie d'une barrière filtrante (ex : grillages à maille 1 cm x1 cm) limitant le risque de re contamination d'autres zones.

## Usages
- Décor : Cette plante est utilisée comme plante décorative dans des bassins d'agréments extérieurs et en aquariophilie d'eau douce (autrefois en vente libre en Europe). Selon l'Ornera « La consultation de sites web et d’ouvrages d’aquariophilie semble montrer que M. heterophyllum reste assez rarement importé pour l’aquariophilie en France[20] mais il est néanmoins conseillé pour les bassins extérieurs du fait de sa résistance et de sa capacité d’enracinement qui avoisine 1 m de profondeur »[18].

- Phytoremédiation : Les Myriophyllum (en raison de leur croissance rapide et d'une relative bonne tolérance à de nombreux polluants) sont parfois utilisé en phytoremédiation pour absorber et/ou dégrader certains polluants (ex : TNT, DDT, perchlorate, certains résidus de pesticides ou d'antibiotiques[21].

## voir aussi